# 패트릭 J. 케네디
패트릭 조지프 케네디 2세(영어: Patrick Joseph Kennedy II, 1967년 7월 14일~)는 미국의 정치인이다. 소속 정당은 민주당이다.

## 생애
미국 상원 매사추세츠주 대표 의원을 역임한 에드워드 M. 케네디(Edward M. Kennedy)와 음악가, 사교계 명사, 모델로 활동한 조앤 베넷 케네디(Joan Bennett Kennedy)의 막내 아들로 태어났다. 미국의 대통령을 역임한 존 F. 케네디의 조카이기도 하다. 패트릭이라는 이름은 그의 증조부인 P. J. 케네디(P. J. Kennedy)에서 따온 것이라고 한다.
1986년에는 매사츠세츠 주 앤도버에 위치한 필립스 칼리지(Phillips Academy)를 졸업했으며 1991년에는 로드아일랜드주 프로비던스에 위치한 프로비던스 칼리지(Providence College)를 졸업했다. 1989년 1월 1일부터 1993년 1월 1일까지 로드아일랜드주 하원 의원을 역임했다.
1994년에 실시된 로드아일랜드주 미국 하원 제1선거구 중간 선거에 출마하면서 당선되었고 1995년 1월 3일부터 2011년 1월 3일까지 미국 하원 로드아일랜드주 대표 의원을 역임했다. 1999년 1월 3일부터 2001년 1월 3일까지 민주당 선거 운동 본부장을 역임했다.
2011년 7월 15일에는 매사추세츠주 코드 곶에 위치한 작은 마을인 히아니스포트(Hyannis Port)에서 역사 교사로 근무했던 에이미 새벌(Amy Savell)과 결혼했다. 슬하에 4명의 자녀(오언 패트릭 케네디(Owen Patrick Kennedy), 노라 카라 케네디(Nora Kara Kennedy), 넬 엘리자베스 케네디(Nell Elizabeth Kennedy), 마셜 패트릭 케네디(Marshall Patrick Kennedy))를 두었다.

## 역대 선거 결과
| 선거명      | 직책명                            | 대수  | 정당   | 득표율  | 득표수    | 결과 | 당락                         |
| ----------- | --------------------------------- | ----- | ------ | ------- | --------- | ---- | ---------------------------- |
| 1988년 선거 | 하원의원 (로드아일랜드 제9선거구) | 107대 | 민주당 | 100.00% | 2,601표   | 1위  | 로드아일랜드 주의원 당선     |
| 1990년 선거 | 하원의원 (로드아일랜드 제9선거구) | 108대 | 민주당 | 100.00% | 2,347표   | 1위  | 로드아일랜드 주의원 당선     |
| 1992년 선거 | 하원의원 (로드아일랜드 제7선거구) | 109대 | 민주당 | 70.50%  | 3,183표   | 1위  | 로드아일랜드 주의원 당선     |
| 1994년 선거 | 하원의원 (로드아일랜드 제1선거구) | 104대 | 민주당 | 54.15%  | 89,832표  | 1위  | 로드아일랜드주 하원의원 당선 |
| 1996년 선거 | 하원의원 (로드아일랜드 제1선거구) | 105대 | 민주당 | 69.42%  | 121,781표 | 1위  | 로드아일랜드주 하원의원 당선 |
| 1998년 선거 | 하원의원 (로드아일랜드 제1선거구) | 106대 | 민주당 | 66.83%  | 92,788표  | 1위  | 로드아일랜드주 하원의원 당선 |
| 2000년 선거 | 하원의원 (로드아일랜드 제1선거구) | 107대 | 민주당 | 66.67%  | 123,442표 | 1위  | 로드아일랜드주 하원의원 당선 |
| 2002년 선거 | 하원의원 (로드아일랜드 제1선거구) | 108대 | 민주당 | 59.94%  | 95,286표  | 1위  | 로드아일랜드주 하원의원 당선 |
| 2004년 선거 | 하원의원 (로드아일랜드 제1선거구) | 109대 | 민주당 | 64.15%  | 124,920표 | 1위  | 로드아일랜드주 하원의원 당선 |
| 2006년 선거 | 하원의원 (로드아일랜드 제1선거구) | 110대 | 민주당 | 69.20%  | 124,634표 | 1위  | 로드아일랜드주 하원의원 당선 |
| 2008년 선거 | 하원의원 (로드아일랜드 제1선거구) | 111대 | 민주당 | 68.61%  | 145,254표 | 1위  | 로드아일랜드주 하원의원 당선 |